# Graphiphora nigra
Graphiphora nigra är en fjärilsart som beskrevs av Vorbrodt. Graphiphora nigra ingår i släktet Graphiphora och familjen nattflyn. Inga underarter finns listade i Catalogue of Life.